# Liban na Letnich Igrzyskach Paraolimpijskich 2012
Liban na Letnich Igrzyskach Paraolimpijskich 2012 w Londynie reprezentowany był przez jednego kolarza. Był to trzeci występ Libanu na igrzyskach paraolimpijskich (poprzednie miały miejsce w 2000 i 2008 roku). 

## Wyniki

### Kolarstwo
| Zawodnik       | Konkurencja       | Finał    | Finał   | Źródło |
| Zawodnik       | Konkurencja       | Rezultat | Miejsce | Źródło |
| -------------- | ----------------- | -------- | ------- | ------ |
| Edward Maalouf | trial na czas H2  | 30:01,34 | 9       | [ 2 ]  |
| Edward Maalouf | wyścig uliczny H2 | LAP      | 12      | [ 3 ]  |